# المجلس الأمريكي للطب الباطني
المجلس الأمريكي للطب الباطني هي لجنة غير ربحية تقيم وتصدر شهادات الأطباء الممارسين للطب الباطني وتخصصاته الفرعية. المجلس الأمريكي للطب الباطني ليس جمعية عضوية أو مؤسسة تعليمية أو هيئة ترخيص.

## التاريخ
أنشئ المجلس الأمريكي للطب الباطني، وهو أكبر مجلس مصدق يضم 24 عضوًا في المجلس الأمريكي للتخصصات الطبية، في عام 1936 من قبل الجمعية الطبية الأمريكية والكلية الأمريكية للأطباء لإصدار الشهادات للأطباء. منذ ذلك الوقت، صنّف المجلس الأمريكي للطب الباطني الأطباء في واحد أو أكثر من التخصصات الفرعية الـ 20 بناءً على التدريب واجتياز اختبار معياري، وهو:
- طب المراهقين
- أمراض القلب الخلقية لدى البالغين
- قصور القلب المتقدم وزراعة القلب
- أمراض القلب والأوعية الدموية
- الفيزيولوجيا الكهربية القلبية
- طب العناية المركزة
- الغدد الصماء والسكري والتمثيل الغذائي
- أمراض الجهاز الهضمي
- طب الشيخوخة
- مبحث الدم
- دار العجزة والرعاية التلطيفية
- طب المستشفى
- الأمراض المعدية
- أمراض القلب التداخلية
- الأورام الطبية
- طب الكلي
- المرض الرئوي
- الروماتيزم
- طب النوم
- زراعة الكبد

الرئيس الحالي والمدير التنفيذي للمجلس الأمريكي للطب الباطني هو ريتشارد بارون.
تبنى المجلس الأمريكي للطب الباطني هيكل حوكمة يتكون من ثلاثة كيانات، وهي مجلس الإدارة والمجلس الاستشاري والمجالس المتخصصة.

## الشهادات
شهادة المجلس الأمريكي للطب الباطني توضح أن الأطباء أكملوا إقامتهم في تخصص طبي محدد واجتازوا اختبار تقييم المعرفة الدقيق. بالإضافة إلى ذلك، تشمل الشهادة الكفاءات العامة الست  التي أنشأها مجلس الاعتماد للتعليم الطبي العالي (ACGME). وفقًا للوائح التي وضعها المجلس الأمريكي للتخصصات الطبية، من أجل الحصول على الشهادة، يجب على الطبيب:
- إكمال التعليم الطبي - مرحلة ماقبل الدكتوراه
- تلبية متطلبات التدريب
- تلبية متطلبات الترخيص والمتطلبات الإجرائية
- اجتياز امتحان شهادة المجلس

قد يصبح الأطباء حاصلين على شهادة المجلس عندما يكملون بنجاح تدريب الإقامة أو الزمالة ومن خلال اجتياز امتحان آمن. على عكس الترخيص، لا تعد شهادة مجلس الإدارة شرطًا لممارسة الطب. تتطلب العديد من المستشفيات أن يكون الباطن معتمدًا من مجلس الإدارة للحصول على امتيازات القبول، كما تتطلب العديد من الخطط الصحية إصدار شهادات للتعاقد أو الأهلية لشبكات محددة.
يؤكد المجلس الأمريكي للطب الباطني أن هناك مجموعة متزايدة من الأبحاث تشير إلى:
- تتعارض قدرة الطبيب على التقييم الذاتي المستقل والدقيق، حيث لا تظهر الأبحاث إجماعًا [2][3][4] ولا تؤدي الخبرة السريرية الأكثر بالضرورة إلى نتائج أفضل للرعاية.[5]
- أقل من 30 ٪ من الأطباء يفحصون بيانات أدائهم ويحاولون تحسينها.[6] يحاول هيكل برنامج MOC معالجة هذه المخاوف من خلال مبررات نظرية سليمة من خلال إطار الكفاءات الست لـ ACGME ومجموعة محترمة من الأدلة العلمية، ومعالجة علاقته بنتائج المرضى أو أداء الطبيب أو صلاحية التقييم أو الطرق التعليمية المستخدمة والتعلم. أو تحسين المحتملة.[7][8]

تم التحقق من صحة الدراسات التي يستشهد بها البورد الأمريكي للطب الباطني لدعم هذه الحجج، لأن مؤلفي هذه الدراسات هم أفراد يعملون لدى، أو سبق أن تم توظيفهم، من قبل المجلس الأمريكي للتخصصات الطبية أو ما يتصل بها الهيئات (انظر هوكينز، ريتشارد ي.).
المجلس الأمريكي للطب الباطني هو منظمة تحاول تقييم الأطباء من خلال اختبار الملكية وإكمال الوحدات المطلوبة. أصدر المجلس الأمريكي للطب الباطني أكثر من 425000 شهادة أولية في الطب الباطني وتخصصاته الفرعية في الولايات المتحدة وأقاليمها منذ تأسيسها. من 2001 إلى 2013، وافق البورد الأمريكي للطب الباطني على 91,024 طبيبًا في الطب الباطني العام. من عام 2001 إلى عام 2013، وافق البورد الأمريكي للطب الباطني على أكثر من 10000 أخصائي أمراض القلب وأكثر من 6400 من أطباء الأورام. هناك أكثر من 140,000 طبيب - بما في ذلك أكثر من 8000 طبيب يحملون شهادات تحمل شهادات صالحة إلى أجل غير مسمى - مسجلون حاليًا في برنامج صيانة شهادات المجلس الأمريكي للطب الباطني.

### برنامج صيانة الشهادة
يؤكد المجلس الأمريكي للطب الباطني أن الأبحاث تظهر أن معرفة الطبيب تتدهور وأن عادات وأنماط الممارسة لا تتغير، بمرور الوقت، استجابة للتطورات الطبية [بحاجة لمصدر]. كل 10 سنوات، يقوم بعض أطباء الباطنة والمتخصصين الفرعيين المعتمدين في عام 1990 أو بعده بتجديد شهاداتهم من خلال برنامج صيانة شهادات المجلس الأمريكي للطب الباطني.
تم تغيير برنامج صيانة شهادات المجلس الأمريكي للطب الباطني في يناير 2014. يتطلب البرنامج الآن من الأطباء:
- تمتلك رخصة طبية سارية المفعول
- كسب صيانة نقاط الشهادة (عدد النقاط في جميع الشهادات التي تحتفظ بها)

- بعض أنشطة صيانة الشهادة كل سنتين
- 100 نقطة كل خمس سنوات

- اجتياز امتحان شهادة الصيانة في تخصص الفرد كل 10 سنوات

#### انتقادات لبرنامج صيانة الشهادات
تم انتقاد برنامج صيانة الشهادات لأنه أخذ وقتًا بعيدًا عن رعاية المرضى، ولم يثبت أنه يحسن رعاية المرضى، ويكلف الكثير من الوقت والنفقات أكثر مما يمكن تبريره.
في 3 فبراير 2015، أعلن المجلس الأمريكي للطب الباطني عن مزيد من التغييرات في برنامج صيانة الشهادات. في بيان صحفي، اعتذر المجلس الأمريكي للطب الباطني عن أنه «أخطأ بشكل واضح»، وأقر بأن التغييرات التي تم إجراؤها في البرنامج في يناير 2014 قد بدأت قبل الأوان. قام المجلس الأمريكي للطب الباطني بتعليق مكونات مسح المرضى وسلامة المرضى لمدة عامين على الأقل، وسيجري تغييرات على الامتحان الآمن لجعله أكثر انعكاسًا للممارسة الطبية وغيرها. الشكل النهائي لبرنامج صيانة الشهادات لا يزال غير واضحًا.
في 10 مارس 2015، أثار مقال كتبه كورت إيتشينفالد من مجلة نيوزويك شكوك حول مؤسسة ABIM وجدارة هذه الميزة.
 في يوليو 2015، نشرت سجلات حوليات الطب الباطني تحليلًا مستقلًا لتكاليف برنامج صيانة شهادات المجلس الأمريكي للطب الباطني. باستخدام نمذجة المحاكاة لكل القوى العاملة المعتمدة من قبل المجلس الأمريكي لأطباء الولايات المتحدة، قدر باحثون من جامعة كاليفورنيا سان فرانسيسكو وجامعة ستانفورد أن برنامج فبراير 2015 لصيانة الشهادات سوف يكلف 5.7 مليار دولار على عشرة سنوات، بما في ذلك 561 مليون دولار في رسوم المجلس الأمريكي للطب الباطني و 5.1 مليار دولار كتكاليف الوقت (الناشئة عن 32.7 مليون ساعة يقضيها الأطباء لإكمال متطلبات صيانة الشهادة). سوف يتحمل أخصائي الطب الباطني ما معدله 23,607 دولارًا أمريكيًا (95٪ CI ، 5,380 دولارًا إلى 66383 دولارًا) في تكاليف صيانة الشهادات على مدى 10 سنوات، تتراوح ما بين 16,725 دولارًا لأخصائيي الباطنية العامين و 40,495 دولارًا لأخصائيي أمراض الدم. وخلص الباحثون إلى أنه «هناك ما يبرر إجراء تقييم دقيق لتأثيره على النتائج السريرية والاقتصادية لتحقيق التوازن بين المكاسب المحتملة في جودة الرعاية الصحية وكفاءتها مقابل التكاليف العالية المحددة في هذه الدراسة.» 
ولأول مرة، يواجه المجلس الأمريكي للطب الباطني منافسة في مجال إصدار الشهادات من كيان آخر، المجلس الوطني للأطباء والجراحين (nbpas.org). الكثير من الجدل حول السلوك الأخير للمجلس الأمريكي للطب الباطني مفصّل على موقع منافسهم الجديد على الإنترنت، بما في ذلك نقاش بين الأحزاب المتنافسة. في دراسة استقصائية أجريت على موقع سيرمو، وهو موقع طبي للأطباء فقط، فضّل 97٪ من الأطباء إلغاء صيانة الشهادة.